# Kato-Ungleichung
Die Kato-Ungleichung ist in der Funktionalanalysis eine Distributions-Ungleichung für den Laplace-Operator respektive gewisse elliptische Operatoren. Sie wurde 1972 von dem japanischen Mathematiker Tosio Kato bewiesen.
Wir behandeln hier den Fall für den Laplace-Operator, wie sie bei Haïm Brezis und Wolfgang Arendt zu finden ist. Die ursprüngliche Ungleichung gilt allgemeiner für gewisse degenerierte elliptische Operatoren.

## Aussage
Sei {\displaystyle \Omega \subset \mathbb {R} ^{d}} eine beschränkte, offene Menge und {\displaystyle f\in L_{\operatorname {loc} }^{1}(\Omega )}, so dass {\displaystyle \Delta f\in L_{\operatorname {loc} }^{1}(\Omega )}. Dann gilt
{\displaystyle \Delta |f|\geq \operatorname {Re} \left((\operatorname {sgn} {\overline {f}})\Delta f\right)\quad } in {\displaystyle \;{\mathcal {D}}'(\Omega )},
wobei
{\displaystyle \operatorname {sgn} {\overline {f}}={\begin{cases}{\frac {\overline {f(x)}}{|f(x)|}}&{\text{falls }}f\neq 0\\0&{\text{falls }}f=0.\end{cases}}}
{\displaystyle L_{\operatorname {loc} }^{1}} ist der Raum der lokal integrierbaren Funktionen.

### Erläuterungen
- Die Ungleichung wird manchmal auch in folgender Form

{\displaystyle \Delta f^{+}\geq \operatorname {Re} \left(1_{[f\geq 0]}\Delta f\right)\quad } in {\displaystyle \;{\mathcal {D}}'(\Omega )}
dargestellt, wobei {\displaystyle f^{+}=\operatorname {max} (f,0)} und {\displaystyle 1_{[f\geq 0]}} die Indikatorfunktion ist.
- Falls {\displaystyle f} stetig in {\displaystyle \Omega } ist, dann folgt

{\displaystyle \Delta |f|\geq \operatorname {Re} \left((\operatorname {sgn} {\overline {f}})\Delta f\right)\quad } in {\displaystyle \;{\mathcal {D}}'(\{f\neq 0\})}.